# Dani Díez
Daniel Díez de la Faya (Madrid, 7 de abril de 1993) es un jugador de baloncesto español que pertenece a la plantilla del Longevida San Pablo Burgos de la Primera FEB. Con 2,01 metros de altura, juega en la posición de alero.

Es hermano mayor del también jugador de baloncesto Nacho Díez (n. 1996).

## Trayectoria deportiva

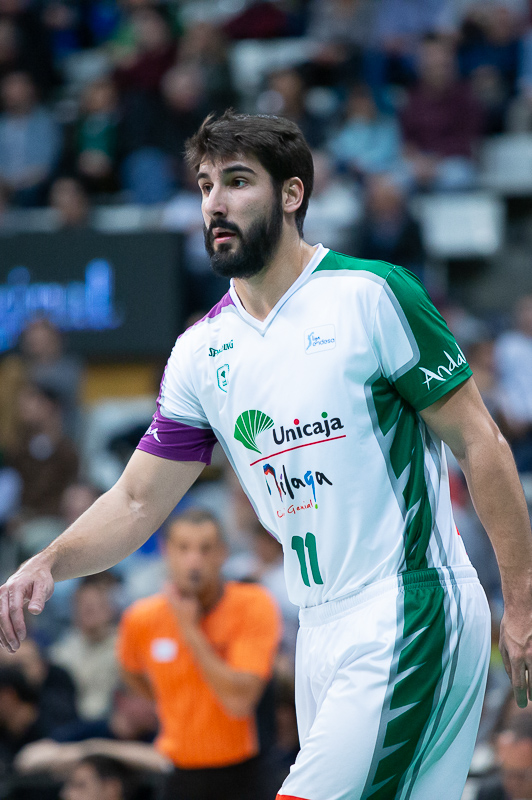
Díez con Unicaja en 2018.

Dani Díez destaca por su capacidad anotadora y reboteadora. Buen defensor y finalizador de contraataques en transiciones rápidas, posee además un buen tiro de media, larga distancia, y tras bote. Es un jugador con gran capacidad atlética y demuestra una alta inteligencia sobre la pista, tanto en el juego con balón como sin balón.

### Primeros años
Inició su carrera como jugador en las categorías inferiores  del Estudiantes donde permaneció hasta su último año de cadete.

### Real Madrid "B"
En su primera temporada en el equipo júnior madridista, 2009/10, consigue debutar con el Real Madrid "B" en LEB Plata.
En la temporada 2011/12 se convierte en un jugador determinante en el Real Madrid "B" (promediando 17 puntos por partido), a las órdenes de Alberto Angulo. Además, comienza a entrenar y viajar con el primer equipo madridista, con el que debuta en ACB en el choque ante el Assignia Manresa disputado el 18/12/2011.
En junio de 2012 es invitado al Adidas Eurocamp de Treviso (Italia), uno de los mejores escaparates de Europa para los ojeadores NBA. Dani Díez completó un gran torneo, logrando en la última jornada 16 puntos, 3 rebotes y 20 puntos de valoración, lo que le permitió ser elegido en el mejor quinteto del campeonato.

### Lagun Aro GBC
En agosto de 2012 es cedido por el Real Madrid de Baloncesto al Lagun Aro GBC. Durante la pretemporada se convierte en uno de los jugadores más destacados de su nuevo equipo, promediando 10.2 puntos y más de 4 rebotes. En la jornada número 5 de la Liga ACB obtiene su mejor marca personal de anotación con 17 puntos.
Tras participar de nuevo en el Adidas Eurocamp de Treviso y completar la temporada 2012/13, Dani Díez viaja a Los Ángeles durante una semana para entrenarse y medirse con algunos de los mejores talentos estadounidenses de su generación, unas semanas antes del Draft de la NBA 2013.

### Real Madrid
En la campaña 2013/14 se reincorpora a la disciplina del Real Madrid de Baloncesto, como uno de los 12 jugadores de la primera plantilla. El equipo comenzó la pretemporada el 27/08/2013. El 5 de octubre obtienen el primer título de la temporada, la Supercopa de España de Baloncesto 2013, al derrotar al Barcelona en la final por 83 a 79. El 24/10/2013 debuta y anota sus primeros puntos en Euroliga en la victoria del Real Madrid frente al Brose Baskets.
Dani colabora en las 31 victorias que de forma consecutiva obtiene el Real Madrid al inicio de temporada (entre Supercopa, Liga ACB y Euroliga), destacando su partido ante el Fuenlabrada el 12/01/2014, en el que logra 14 puntos, una cifra que solamente otro canterano, Nikola Mirotić, había rebasado en Liga con menos de 21 años desde 1993.
El 9 de febrero de 2014 obtienen su segundo título de la temporada, la Copa del Rey 2014, al vencer en la final de nuevo al Barcelona por 77 a 76.

### Gipuzkoa Basket
En el verano de 2014 es de nuevo cedido por el Real Madrid de Baloncesto al Gipuzkoa Basket. En la primera jornada de la Liga ACB, contra el Estudiantes, consiguió su récord de anotación (18 puntos) y valoración (25) hasta la fecha. El 4 de enero de 2015, contra el Club Baloncesto Murcia, bate su récord en rebotes hasta la fecha (13), en un partido en el que consigue además 19 puntos y 31 de valoración, lo que le valió ser elegido en el Mejor Quinteto de la jornada 15 de la Liga ACB 2014-15. Tras obtener 39 rebotes en 3 partidos, se convierte en el máximo reboteador de la Liga ACB 2014-15 en la primera vuelta (17 jornadas), a pesar de ser alero. En la jornada 20 es elegido mejor jugador de la jornada (MVP) de la Liga ACB 2014-15, tras obtener 32 puntos (con 6 triples) y 36 de valoración contra el Bàsquet Club Andorra, lo que le aupó a ser el jugador español de la liga con mayor valoración (15.4 de media tras 20 jornadas). Los 32 puntos que logró son la mejor marca de la Liga ACB 2014-15 en anotación. En marzo de 2015 obtiene el Premio a la Mayor Progresión concedido por la revista Gigantes del Basket, con motivo de su 30 aniversario. En la jornada 31, en la victoria ante el Iberostar Tenerife, bate de nuevo su récord en rebotes (14), además de sumar 19 puntos (5 de 8 triples) y 26 de valoración, lo que le valió ser elegido en el Mejor Quinteto de la jornada 31 de la Liga ACB 2014-15. Su buena temporada le permitió ser elegido como Mejor Joven de la Liga ACB 2014-15.

### Unicaja Málaga
En el verano de 2015 ficha por Unicaja Málaga por dos años con opción a otro. El 5 de abril de 2017 el equipo dirigido por Joan Plaza y con actuación destacada de Dani Díez, se proclamó campeón de la Eurocup en el Pabellón Fuente de San Luis de Valencia.

### Iberostar Tenerife
Tras cuatro temporadas en el Unicaja de Málaga, el 5 de julio de 2019 se confirma su fichaje por el Iberostar Tenerife para las dos próximas temporadas más una tercera opcional.
En su primera temporada en el club canario se proclaman campeones de la Copa Intercontinental FIBA 2020. Durante la temporada, Dani Díez logra unos promedios de 8,6 puntos, 5,9 rebotes y 12,8 de valoración, lo que le convierten en el jugador español con mejor valoración de la Liga ACB 2019-20.
El 9 de mayo de 2021 rescindió contrato con el equipo canario.

### San Pablo Burgos
El 19 de julio de 2021, firma por el San Pablo Burgos de la Liga Endesa. El 13 de febrero de 2022 obtiene el subcampeonato en la Copa Intercontinental FIBA 2022.
Al concluir la temporada de Liga ACB 2021-22, fue el segundo jugador español mejor valorado con 12.1 de valoración por partido (por detrás del hispano-montenegrino Nikola Mirotić), el máximo reboteador nacional (5.7 por partido) y el mejor jugador de la temporada en porcentaje de triples con un 52,4%.

### Saski Baskonia
El 3 de agosto de 2022, firma por el Saski Baskonia de la Liga Endesa. En su primera temporada con el club vasco, disputó un total de 57 partidos, alcanzando los 300 encuentros en ACB y promediando un 45.7% en triples en Liga ACB 2022-23 y un 51% en Euroliga 2022-23.
En el verano de 2023, renueva un año más por el club vitoriano.

### Regreso a Burgos
En julio de 2024 firma por el Longevida San Pablo Burgos, regresando al club en el que ya jugó en la temporada 2021-22 y que ahora milita en la Primera FEB.

## Selección nacional

### Categorías inferiores
En 2009 obtuvo la Medalla de Oro con la selección española en el Europeo Sub-16 de Kaunas (Lituania) 2009, derrotando en la final al equipo anfitrión.
En julio de 2010, Díez participa en el Campeonato Mundial Sub-17, disputado en Hamburgo (Alemania), y consigue ser el máximo anotador y reboteador del equipo español, promediando 12.9 puntos y 7 rebotes.
En el verano de 2011 obtiene la Medalla de Oro en el Europeo Sub-18 de Wroclaw (Polonia), siendo elegido en el quinteto ideal del torneo. Promedió 12.2 puntos y 10.4 rebotes en 26.6 minutos por partido a lo largo de la competición.
En julio de 2012 vuelve a competir con la selección española y obtiene la Medalla de Bronce en el Europeo Sub-20 Eslovenia 2012. A pesar de contar con solo 19 años de edad, fue elegido nuevamente en el quinteto ideal del torneo (los otros 4 jugadores eran nacidos en 1992), con unos promedios de 14.3 puntos y 5.9 rebotes por partido, con un 56% en tiros de dos. Díez fue el máximo anotador y reboteador del equipo español, además de ser un comodín para su entrenador, Luis Guil, quien le utilizó tanto de alero como de ala-pívot.
En el verano de 2013 obtiene de nuevo la Medalla de Bronce en el Europeo Sub-20 Estonia 2013. Dani Díez continúa su progresión, siendo el jugador más importante del equipo español y miembro del quinteto ideal del Europeo por tercer año consecutivo. Sus promedios mejoraron notablemente respecto a los años anteriores, hasta los 18.7 puntos (máximo anotador del campeonato) y 8.8 rebotes por partido.

### Selección absoluta
Dani Díez ha sido 14 veces internacional absoluto con la selección de baloncesto de España.
En el verano de 2014 fue convocado como uno de los tres jugadores invitados que acompañaron a los 12 seleccionados en la preparación del Campeonato Mundial de Baloncesto de 2014, debutando en algunos partidos y obteniendo sus primeros puntos con la selección absoluta.
El 21 de febrero de 2020 logró 21 puntos en la victoria contra Rumania, en partido de clasificación para el EuroBasket 2022.
| \| N.º \| Fecha \| Pabellón \| Local \| \| Resultado \| \| Visitante \| Puntos \| Competición \| \| --- \| ---------- \| ------------------------------------------------------------- \| --------- \| \| --------- \| \| --------- \| ------ \| --------------------------- \| \| 1 \| 10-08-2014 \| Palacio de Deportes de Sevilla, España \| España \| \| 79-70 \| \| Angola \| 0 \| Amistoso \| \| 2 \| 12-08-2014 \| Palacio Municipal de Deportes de Granada, España \| España \| \| 77-55 \| \| Turquía \| 0 \| Amistoso \| \| 3 \| 14-08-2014 \| Abdi İpekçi Arena, Estambul, Turquía \| Turquía \| \| 63-70 \| \| España \| 0 \| Amistoso \| \| 4 \| 17-08-2014 \| Gran Canaria Arena, Gran Canaria, España \| España \| \| 88-49 \| \| Senegal \| 3 \| Amistoso \| \| 5 \| 20-08-2014 \| Pabellón Olímpico de Badalona, España \| España \| \| 82-64 \| \| Croacia \| 0 \| Amistoso \| \| 6 \| 21-08-2014 \| Pabellón Olímpico de Badalona, España \| España \| \| 71-63 \| \| Ucrania \| 0 \| Amistoso \| \| 7 \| 25-08-2014 \| Palacio de Deportes de la Comunidad de Madrid, Madrid, España \| España \| \| 86-53 \| \| Argentina \| 3 \| Amistoso \| \| 8 \| 21-02-2020 \| Cluj-Napoca, Rumania \| Rumania \| \| 71-84 \| \| España \| 21 \| Clasif. Eurobasket \| \| 9 \| 23-02-2020 \| Pabellón Príncipe Felipe, Zaragoza, España \| España \| \| 69-80 \| \| Polonia \| 16 \| Clasif. Eurobasket \| \| 10 \| 26-11-2021 \| Skopie, Macedonia del Norte \| Macedonia \| \| 65-94 \| \| España \| 8 \| Clasif. Eurobasket \| \| 11 \| 29-11-2021 \| Jaén, España \| España \| \| 89-61 \| \| Georgia \| 8 \| Clasif. Eurobasket \| \| 12 \| 24-02-2022 \| Córdoba, España \| España \| \| 88-74 \| \| Ucrania \| 11 \| Clasif. Copa del Mundo 2023 \| \| 13 \| 04-07-2022 \| Tiflis, Georgia \| Georgia \| \| 82-76 \| \| España \| 4 \| Clasif. Copa del Mundo 2023 \| \| 14 \| 07-07-2022 \| Riga, Letonia \| Ucrania \| \| 76-77 \| \| España \| 5 \| Clasif. Copa del Mundo 2023 \| |            |                                                               |           |                                |           |                      |           |        |                             |
| N.º | Fecha      | Pabellón                                                      | Local     |                                | Resultado |                      | Visitante | Puntos | Competición                 |
| 1 | 10-08-2014 | Palacio de Deportes de Sevilla, España                        | España    | Bandera de España              | 79-70     | Bandera de Angola    | Angola    | 0      | Amistoso                    |
| 2 | 12-08-2014 | Palacio Municipal de Deportes de Granada, España              | España    | Bandera de España              | 77-55     | Bandera de Turquía   | Turquía   | 0      | Amistoso                    |
| 3 | 14-08-2014 | Abdi İpekçi Arena, Estambul, Turquía                          | Turquía   | Bandera de Turquía             | 63-70     | Bandera de España    | España    | 0      | Amistoso                    |
| 4 | 17-08-2014 | Gran Canaria Arena, Gran Canaria, España                      | España    | Bandera de España              | 88-49     | Bandera de Senegal   | Senegal   | 3      | Amistoso                    |
| 5 | 20-08-2014 | Pabellón Olímpico de Badalona, España                         | España    | Bandera de España              | 82-64     | Bandera de Croacia   | Croacia   | 0      | Amistoso                    |
| 6 | 21-08-2014 | Pabellón Olímpico de Badalona, España                         | España    | Bandera de España              | 71-63     | Bandera de Ucrania   | Ucrania   | 0      | Amistoso                    |
| 7 | 25-08-2014 | Palacio de Deportes de la Comunidad de Madrid, Madrid, España | España    | Bandera de España              | 86-53     | Bandera de Argentina | Argentina | 3      | Amistoso                    |
| 8 | 21-02-2020 | Cluj-Napoca, Rumania                                          | Rumania   | Bandera de Rumania             | 71-84     | Bandera de España    | España    | 21     | Clasif. Eurobasket          |
| 9 | 23-02-2020 | Pabellón Príncipe Felipe, Zaragoza, España                    | España    | Bandera de España              | 69-80     | Bandera de Polonia   | Polonia   | 16     | Clasif. Eurobasket          |
| 10 | 26-11-2021 | Skopie, Macedonia del Norte                                   | Macedonia | Bandera de Macedonia del Norte | 65-94     | Bandera de España    | España    | 8      | Clasif. Eurobasket          |
| 11 | 29-11-2021 | Jaén, España                                                  | España    | Bandera de España              | 89-61     | Bandera de Georgia   | Georgia   | 8      | Clasif. Eurobasket          |
| 12 | 24-02-2022 | Córdoba, España                                               | España    | Bandera de España              | 88-74     | Bandera de Ucrania   | Ucrania   | 11     | Clasif. Copa del Mundo 2023 |
| 13 | 04-07-2022 | Tiflis, Georgia                                               | Georgia   | Bandera de Georgia             | 82-76     | Bandera de España    | España    | 4      | Clasif. Copa del Mundo 2023 |
| 14 | 07-07-2022 | Riga, Letonia                                                 | Ucrania   | Bandera de Ucrania             | 76-77     | Bandera de España    | España    | 5      | Clasif. Copa del Mundo 2023 |

## Logros y reconocimientos

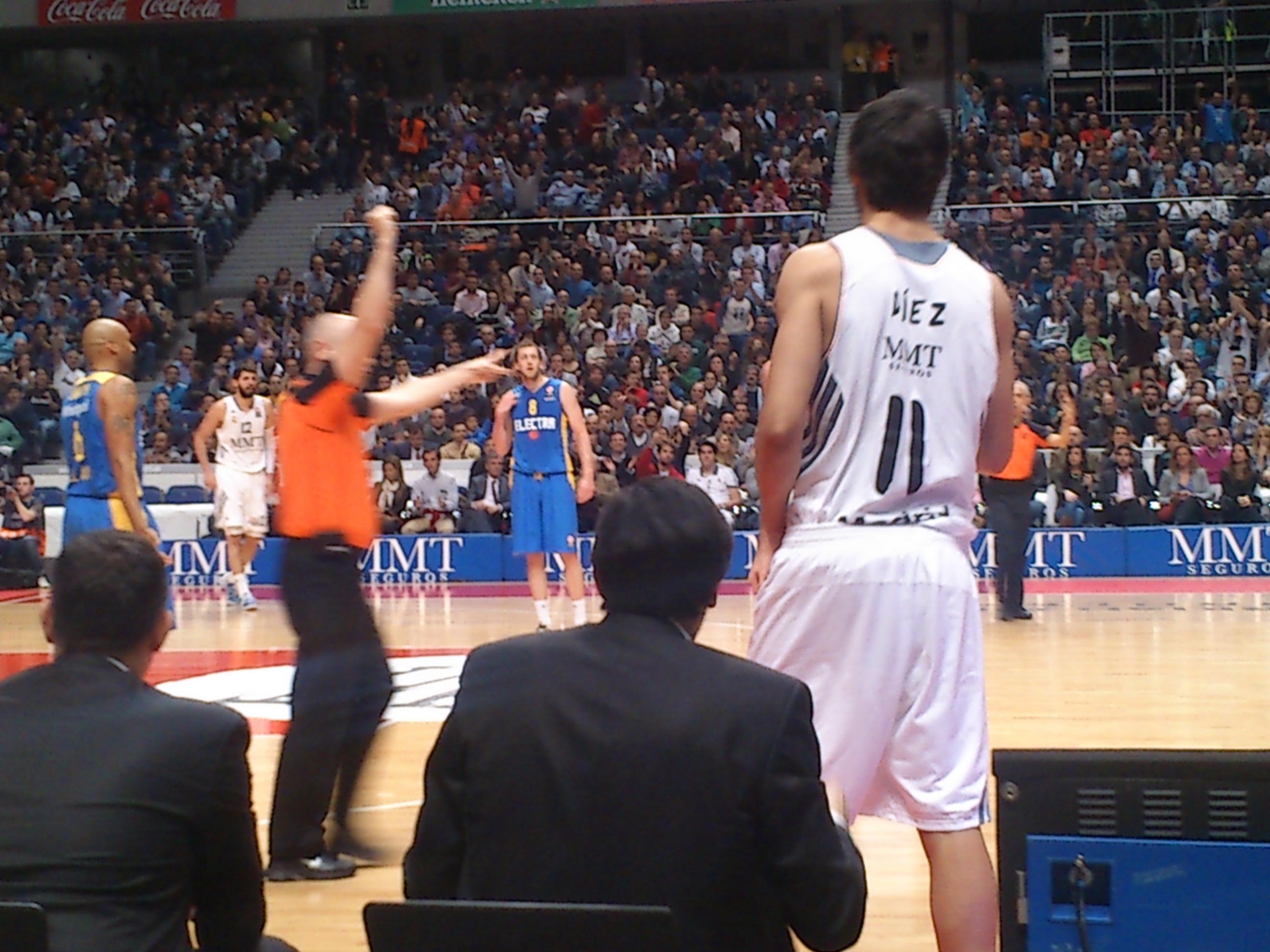

### Clubes
- Campeón Supercopa de España 2013.
- Campeón de la Copa del Rey 2014.
- Subcampeón de la Euroliga 2013-14.
- Subcampeón de la Liga ACB 2013-14.
- Campeón Eurocup 2016-17.
- Campeón Copa Intercontinental FIBA 2020.

### Selección nacional
- Medalla de Oro Europeo Sub-16 Kaunas (Lituania) 2009.
- Medalla de Oro Europeo Sub-18 Wroclaw (Polonia) 2011.
- Medalla de Bronce Europeo Sub-20 Eslovenia 2012.
- Medalla de Bronce Europeo Sub-20 Estonia 2013.

### Logros individuales
- 2011. Miembro del quinteto ideal del Europeo Sub-18 Wroclaw (Polonia).
- 2012. Miembro del quinteto ideal del Adidas Eurocamp de Treviso (Italia).
- 2012. Miembro del quinteto ideal del Europeo Sub-20 Eslovenia.
- 2013. Miembro del quinteto ideal del Europeo Sub-20 Estonia.
- 2014-15. Mejor quinteto de las jornadas 15, 20 y 31 de la Liga ACB 2014-15.
- 2014-15. Mejor jugador de la jornada 20 (MVP) de la Liga ACB 2014-15.
- 2014-15. Premio a la Mayor Progresión concedido por la revista Gigantes del Basket
- 2014-15. Mejor Joven de la Liga ACB 2014-15.
- 2019-20. Jugador español con mejor valoración de la Liga ACB 2019-20.

## Estadísticas durante su carrera
| Temporada | Equipo          | Liga | PJ | MIN  | %2   | %3   | %TL  | PUN  | REB  | ASI  | ROB  | TAP  |
| --------- | --------------- | ---- | -- | ---- | ---- | ---- | ---- | ---- | ---- | ---- | ---- | ---- |
| 2011-12   | Real Madrid "B" | EBA  | 19 | 28   | 45,6 | 35,7 | 82,7 | 16,9 | 5,4  | 0,7  | 0,9  | 0,2  |
| 2012-13   | Lagun Aro GBC   | ACB  | 31 | 12   | 56   | 28   | 57   | 3,8  | 1,7  | 0,1  | 0,4  | 0,1  |
| 2013-14   | Real Madrid     | ACB  | 27 | 11,2 | 53   | 26   | 73   | 3,07 | 1,4  | 0,4  | 0,4  | 0,07 |
| 2014-15   | Gipuzkoa Basket | ACB  | 30 | 30   | 55   | 41   | 72   | 12,1 | 6,8  | 0,5  | 1,0  | 0,1  |
| 2015-2016 | Unicaja Málaga  | ACB  | 34 | 16   | 49   | 32   | 74   | 5,14 | 3,41 | 0,56 | 0,38 | 0,09 |

(Leyenda: PJ= Partidos jugados; MIN= Minutos por partido; %2= Porcentaje de acierto en tiros de 2; %3= Porcentaje de acierto en tiros de 3; %TL= Porcentaje de acierto en tiros libres; PUN= Puntos por partido; REB= Rebotes por partido; ASI= Asistencias por partido; ROB= Robos por partido; TAP= Tapones por partido)
| \| Categoría \| Tope \| Fecha \| Equipo \| Rival \| Competición \| \| ---------------- \| ---- \| --------------- \| ------------------------- \| ---------------------- \| ----------- \| \| Minutos \| 39 \| 13-12-2014 \| Gipuzkoa Basket \| Joventut Badalona \| Liga ACB \| \| Valoración \| 36 \| 07-02-2015 \| Gipuzkoa Basket \| Bàsquet Club Andorra \| Liga ACB \| \| Puntos \| 32 \| 07-02-2015 \| Gipuzkoa Basket \| Bàsquet Club Andorra \| Liga ACB \| \| Rebotes \| 14 \| 03-05-2015 \| Gipuzkoa Basket \| Iberostar Tenerife \| Liga ACB \| \| Asistencias \| 4 \| 15-03-2014 \| Real Madrid de Baloncesto \| Club Baloncesto Murcia \| Liga ACB \| \| Recuperaciones \| 4 \| 10-03-2019 \| Unicaja Málaga \| Gipuzkoa Basket \| Liga ACB \| \| Tapones \| 1 \| varios partidos \| varios equipos \| varios equipos \| Liga ACB \| \| Triples \| 6 \| 07-02-2015 \| Gipuzkoa Basket \| Bàsquet Club Andorra \| Liga ACB \| \| Faltas recibidas \| 5 \| 07-02-2015 \| Gipuzkoa Basket \| Bàsquet Club Andorra \| Liga ACB \| |      |                 |                           |                        |             |
| Categoría | Tope | Fecha           | Equipo                    | Rival                  | Competición |
| Minutos | 39   | 13-12-2014      | Gipuzkoa Basket           | Joventut Badalona      | Liga ACB    |
| Valoración | 36   | 07-02-2015      | Gipuzkoa Basket           | Bàsquet Club Andorra   | Liga ACB    |
| Puntos | 32   | 07-02-2015      | Gipuzkoa Basket           | Bàsquet Club Andorra   | Liga ACB    |
| Rebotes | 14   | 03-05-2015      | Gipuzkoa Basket           | Iberostar Tenerife     | Liga ACB    |
| Asistencias | 4    | 15-03-2014      | Real Madrid de Baloncesto | Club Baloncesto Murcia | Liga ACB    |
| Recuperaciones | 4    | 10-03-2019      | Unicaja Málaga            | Gipuzkoa Basket        | Liga ACB    |
| Tapones | 1    | varios partidos | varios equipos            | varios equipos         | Liga ACB    |
| Triples | 6    | 07-02-2015      | Gipuzkoa Basket           | Bàsquet Club Andorra   | Liga ACB    |
| Faltas recibidas | 5    | 07-02-2015      | Gipuzkoa Basket           | Bàsquet Club Andorra   | Liga ACB    |